# Bilousivka, Drabiv
Bilousivka (în ucraineană Білоусівка) este o comună în raionul Drabiv, regiunea Cerkasî, Ucraina, formată numai din satul de reședință.

## Demografie
Componența lingvistică a comunei Bilousivka
     Ucraineană (98,18%)
     Rusă (1,37%)
     Alte limbi (0,2%)
Conform recensământului din 2001, majoritatea populației comunei Bilousivka era vorbitoare de ucraineană (98,18%), existând în minoritate și vorbitori de rusă (1,37%).